# Baedeker voor de vrouw
Baedeker voor de (huis)vrouw is een serie naslagwerken voor de huisvrouw in 25 delen uit het midden van de 20e eeuw. De serie werd uitgegeven door de Nederlandse Boekenclub, Den Haag / Antwerpen.
Per deel worden allerlei onderwerpen behandeld, die de (beginnende) huisvrouw kunnen helpen bij haar taak. De boeken zijn geïllustreerd met tekeningen en foto's ter verduidelijking. 
De banden zijn ontworpen door de Haagse kunstenaar Pieter A.H. Hofman.
De redactie bestond uit mevrouw N.D. Bakker-Engelsman, hoofdredactrice en mevrouw C.J. Craandijk-Hasekamp, redactrice.
De delen zijn:
1. Goed huis - goed thuis
2. Huishouden op rolletjes
3. Van vingerhoed tot strijkplank
4. De weg tot het hart (voorgerechten, soepen, vlees, vis etc.)
5. De weg tot het hart (aardappelen, groenten, sauzen, nagerechten)
6. De weg tot het hart (vruchten, gebak, inmaak)
7. De weg tot het hart (provisiekast, tafelversiering, menu's, de hooikist, kooktoestellen en hun gebruik)
8. Hoe moet ik met mijn kind? Deel 1 (over opvoeding)
9. Hoe moet ik met mijn kind? Deel 2
10. Dank u, dokter!
11. Plant en dier als huisgenoten (verzorging van planten en dieren)
12. Uzelf, mevrouw (van persoonlijke verzorging tot rechten en plichten)
13. Eén recht, één averecht
14. De toekomst van uw kind
15. Vrouwenarts helpt
16. De gestroomlijnde naald
17. Vlijtige vingers
18. Baedeker-knipselboek
19. Mevrouw knapt het op
20. Gelukkig gezin
21. Het rijk alleen
22. Kindje voor en kindje na
23. Het hele jaar feest
24. Liefde zonder vrees
25. Gelukkig huwelijk